# Märkisches Intelligenzblatt
Das Märkische Intelligenzblatt, zunächst Königliches westphälisch-märkisches Intelligenzblatt, war eine wöchentlich erscheinende Publikation im Bereich des Regierungsbezirks Arnsberg. Zum Zweck des Intelligenzblatts zählte die Förderung der regionalen Wirtschaft, so wurden darin auch amtliche Bekanntmachungen und Bauausschreibungen veröffentlicht. 
Die Ausgaben dienen heute noch Geschichtswissenschaftlern als Quelle. Die Jahrgänge 1816 bis 1824 mit einigen Lücken sind im Stadtarchiv von Lüdenscheid einsehbar, die Staatsbibliothek zu Berlin hält im Westhafenspeicher die Jahrgänge 1817 bis 1847 mit Lücken vor.
Siehe auch: Geschichte Westfalens